# تمدن بابل
بابل (به اکدی: باب-ایلی، آوانگاری: به معنی دروازهٔ خدا)، یکی از تمدن‌های باستانی حوزهٔ بین‌النهرین است. بابل در بین‌النهرین در حوزهٔ رود فرات، قرار داشت. مرکز این تمدن باستانی، شهر بابل بود که امروزه بقایا و آواره‌های به جا مانده از این شهر را تقریباً در ۸۸ کیلومتری جنوب بغداد امروزی و نزدیک شهر حله عراق می‌توان یافت.

## پیدایش بابل
در مقایسه با شهرهای دیگر در ناحیه میان‌رودان، پیدایش بابل به عنوان یک شهر عمده با تأخیر صورت پذیرفت. نامی از این شهر در هیچ‌کدام از مدارک تاریخی که از پیش از قرن ۲۳ پ.م. به دست ما رسیده یافت نمی‌شود. البته شواهدی دال بر اینکه ساکنانی در آن محل در مقیاس کوچک در دوران ماقبل تاریخ حضور داشته‌اند، موجود است.

## پیدایش تمدن بابل
پیدایش تمدن بابل در مقایسه با پیدایش تمدن در ناحیه میان‌رودان با تأخیر صورت پذیرفت. سومر اولین و قویترین دولت شهر میان‌رودان بود. پیدایش تمدن‌های سومری و ایلام در خاک میان‌رودان توجه سامیان ساکن صحراهای سوریه و آشور را به خود جلب نمود و به تدریج به منطقه میان‌رودان کشاند.

## ورود اقوام سامی
افزایش تدریجی جمعیت اقوام سامی در ناحیه میان‌رودان و افزایش تدریجی نفوذ سیاسی آنها در ناحیه میان‌رودان به گونه‌ای بود که ۲۸۰۰ سال پ.م. سامیان اکثریت ساکنان بسیاری از شهرهای سومری را تشکیل داده و در مواردی حاکمیت این شهرها را در اختیار گرفتند.
یکی از این اقوام اکدی‌ها بودند. اکد قومی سامی‌نژاد بود که در شمال خاک میان‌رودان و در حوالی بغداد کنونی، می‌زیست. این قوم در نزاع با سومریان پیروز شدند. ۲۵۰۰ پ.م سلسله سومریان باستان از هم پاشید و اکدیان ۳۰۰ سال در قدرت باقی ماندند.
یکی دیگر از این اقوام اموری‌ها بودند. اموری‌ها قبایل بسیار بدوی سامی‌نژاد بودند که غرب فرات را از نیمه دوم هزاره سوم پ.م. اشغال کردند. آنها بابل را دو مرتبه (در انتهای هزاره‌های سوم (۲۱۲۲)پ. م؛ و آغاز هزاره‌های اول) پ.م. فتح کردند. حمورابی بعدها از میان همین قوم برخاست.
آشوری‌ها نیز قومی سامی‌نژاد بودند و زبان آنان با سایر زبان‌های سامی، مانندِ عربی و عبری هم‌ریشه است. آشور نام سرزمینی است که در بخش میانی رود دجله قرار داشته‌است. دولت آشور در آغاز تابع بابل بود و یکی از استان‌های کشور بابل بود. آشوری‌ها وقتی که متحد گردیدند از بابل جدا شدند. در سال ۱۸۰۰ پ.م. فرمانروایان اولیه آشوری شهرهای آشور، نینوا و اربیل را متحد کردند. تاریخ از سلسله‌های پادشاهی آشور بعد از سال ۱۴۲۰ پ.م. یاد می‌کند.
جانشین سومریان پادشاهی بابل و جانشین اکد امپراتوری آشور بود. نخستین سلسله پادشاهان بابل که از سال ۱۸۹۴ پیش از میلاد سر کار آمدند جانشین سومر شدند. کشور آشور که در میان سالهای ۱۸۰۰ و ۱۵۰۰ پیش از میلاد در شمال به قدرت رسید، جانشین اکد شد.

## تاریخ
تاریخ بابل به چند دوره بخش می‌شود:

### بابل کهن (اموری‌ها)

فرمانروایی بابل در زمان به حکومت رسیدن حمورابی (سال ۱۷۹۲ پ. م) و در زمان مرگ او (۱۷۵۰ پ. م)

در سال ۱۹۰۰ پیش از میلاد عیلامی، بین النهرین را به تصرف خود درآورد. موقعیت بابل کهن ۱۸۹۴ پ.م. توسط اموری‌ها تقویت شد. با درگیری طولانی سومری‌ها در جنوب و بابلی‌ها در شمال بین النهرین، سرانجام اقتدار بابلی‌ها تحت سلطه حمورابی ۱۷۹۲–۱۷۵۰ پ.م. تثبیت شد.
شهر بابل در دوران سلسله سوم اور مرکزی ایالتی بود. تقویت موقعیت این شهر البته پس از سقوط این سلسله و با روی کار آمدن سلسله اموری در سال ۱۸۹۴ پ.م. صورت پذیرفت. سمو آبوم یکی از پادشاهان اموریان بابل را مرکز سلطنتش (که در آن زمان از نظر جغرافیایی کوچک بود) قرار داد. با فتوحاتی که حمورابی، ششمین پادشاه سلسله اموری، انجام داد این شهر مبدل به مرکز حکومتی شد که بر تمامی میان‌رودان جنوبی و بخش‌هایی از آشور (شمال عراق امروزی) سلطه داشت. جدا از اهمیت سیاسی این شهر به عنوان مرکز حکومت اموریان، موقعیت جغرافیایی این شهر نیز برای تجارت و کارهای حکومتی مناسب بود. از طرف دیگر ثروت و قدر و منزلتی که این شهر کسب کرده بود آن را به هدف مناسبی برای حمله خارجی‌ها مبدل کرده بود.

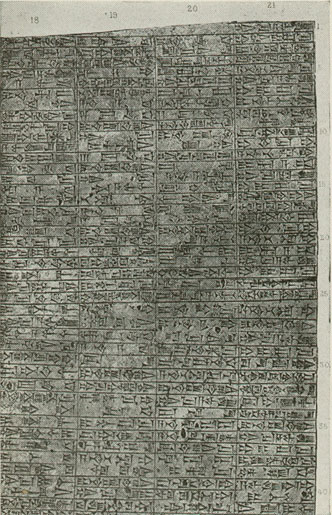
قوانین حمورابی حکاکی شده بر تخته سنگی

در زمان حمورابی شیوهٔ جدید مدیریت که تمرکز قدرت در مرکز و دربار بود به کار گرفته شد و قدرتی که در اختیار فرمانروایان ولایات بود به پادشاه تفویض شد و حکومت پادشاهی مدعی داشتن سرمنشاء الهی شد. اقتدار بابل در دنیای قدیم آنچنان بود که در دولت‌های بعدی دنیای قدیم اثرگذار شد. به ویژه قوانین حمورابی که لوح‌نوشتهٔ آن در شوش یافته شده. حمورابی را واضع اولین قانون نوشته می‌دانند. این مجموعه قوانین نوشته بر تخته سنگی یافت شده‌است که اصل آن در لوور است و رونوشت‌هایی از آن به موزه‌های ایران و عراق داده شده‌است. قوانین حمورابی مربوط به زراعت، آبیاری، کشتیرانی، خرید و فروش برده و مجازات‌ها، ارث و ازدواج است.
امپراتوری بابل کهن توسط هیتی‌ها در سال ۱۵۹۵/۱۵۳۱ تسخیر شد و پایان یافت. سپس حکومت سلسله کاسی‌ها بنیان نهاده شد.

### بابل میانه (۱۵۳۰–۶۲۶ پ. م)

بابل میانه در حکومت کاسی‌ها

#### دورهکاسی‌ها
سرانجام سپاه کاسی به ریاست گانداش برای فتح بابل حمله کرد و بابل فتح شد. در سال ۱۵۳۰ پ.م. سلسله کاسی‌ها به سلطنت سلسله حمورابی پایان دادند. حکومت کاسی‌ها ۵۷۶ سال و ۹ ماه بر بابل ادامه یافت. کاسیان موفق شدند بر ایلام نیز مسلط شوند و شوش را مدت‌ها اداره نمودند.
شوتروک ناهونته یکم، پادشاه ایلامیان، در سال ۱۲۳۴ پ.م. کاسی‌ها را تحت سلطه خود درآورد. شوتروک ناهونته فرمان به غارت بابل داد و تمام گنجینه‌های آن شهر از جمله لوح مشهور حمورابی را به شوش منتقل کرد. البته کاسی‌ها موفق شدند بعدها مجدداً قدرت خود را بازیابند و تا سال سال ۱۱۵۸ پ.م. بر این منطقه حاکم باشند.

#### دورانایلامی
در سال ۱۱۵۸ پ.م. سپاه ایلام، بابل را فتح کرد. هر چند حکومت ایلامی‌ها در خارج از بابل تشکیل شده بود، ولی پس از فتح بابل مرکز حکومتشان را به این شهر منتقل کردند.

#### دورانآشوری‌هااز قرن ۷–۹ پ.م.
آشور در آغاز یکی از استان‌های کشور بابل بود. آشوری‌ها پس از اتحاد از بابل جدا شدند. تاریخ از سلسله‌های پادشاهی آشور (در آشور) بعد از سال ۱۴۲۰ پ.م. یاد می‌کند. تیگلات-پیلسر سوم (از ۷۴۵–۷۲۷ پ. م) به پادشاهی آشور و بابل رسید. آشور حدود ۸۰۰ سال دوام کرد و سرانجام مغلوب دولت‌های بابل و ماد شد.

### بابل نو (کلدانی) (۶۲۶–۵۳۸ پ. م)

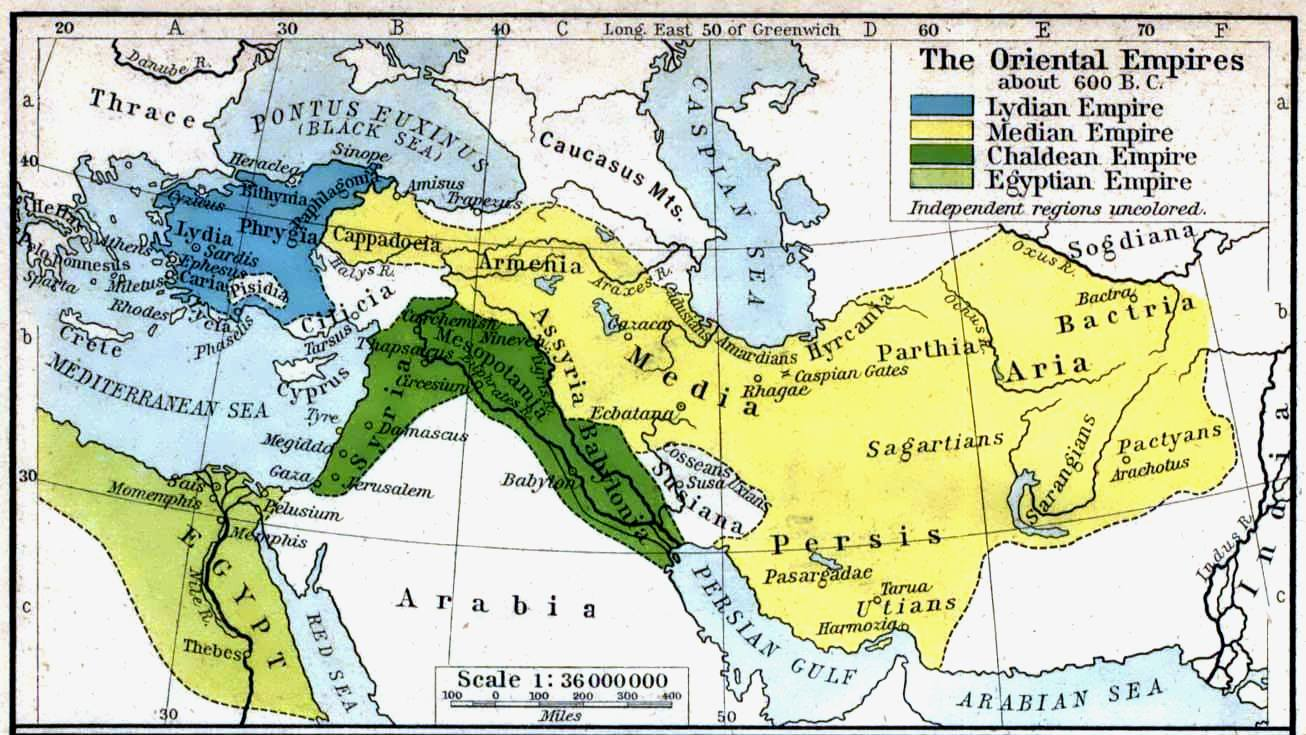
بابل نو (۶۰۰ پ. م) و دولت ماد

ژنرال نابوپولاسار در سال ۶۲۶ پ.م. در بابل به قدرت رسید و این آغاز دوران بابل نو است. امپراتوری جدید بابل کلدانی می‌باشد. نابوپولاسار از ۶۲۶ تا ۶۰۵ پ.م. حکومت کرد، و دوباره شهر بابل به عنوان پایتخت امپراتوری بابل برگزیده شد و سلسله جدید فرمانروایان بابل را بنیاد نهاد. شهر بابل تحت فرمانروایی کلدانیان مجدداً عظمت خود را بازیافت. امپراتوری قدرتمند آشور در ۶۱۲ پ. م با هجوم متحد ماد و بابل سقوط کرد و قدرت از نینوا به بابل منتقل شد.
در سال ۵۹۷ پ. م؛ که نبوکدنصر دوم به اکدی نِبُوخَذنِصَّر امپراتور بابل سرزمین یهودیه را به تصرف درآورد، بسیاری از مردمان آن را که توان کاری داشتند به اسارت به بابل برد که در آن هنگام پایتخت کلدانی محسوب می‌شد. سرزمین یهودیه به صورت یکی از ایالات دور افتاده امپراتوری بابل درآمد.
سرانجام امپراتوری قدرتمند بابل به دست کوروش کبیر در سال ۵۳۸ پ.م. فتح شد. ساتراپ بابل بخشی از شاهنشاهی هخامنشی گردید. کوروش کبیر به یهودیان امکان داد به سرزمین خویش بازگردند، شماری از آنان به سرزمین ایران کوچ کردند.

## گاهشمار تمدن بابل
- در حدود ۱۸۹۶ پیش از میلاد حمله نافرجام کاسی‌ها به بابل روی می‌دهد. همچنین در حدود ۱۷۴۹ پیش از میلاد بابل توسط کاسی‌ها سقوط می‌کند.[۲]
- در حدود ۱٬۵۹۵پیش از میلاد هیتی‌ها بابل را اشغال و غارت می‌کنند.[۳]
- در حدود ۱٬۲۴۴ تا ۱٬۲۰۸ پیش از میلاد و در زمان پادشاهی کیدین خوران (Kidin-Ḵutran) ایلام به بابل حمله می‌کند.[۳]
- در حدود ۱۱۷۱ پیش از میلاد، کویترناحونته شاه ایلام به بابل حمله کرده و آن سرزمین را فتح می‌کند.[۳]
- در حدود ۱٬۱۰۰ تا ۷۷۰ پیش از میلاد، اتحاد ایلام و بابل علیه آشور صورت می‌پذیرد.[۳]
- در سال ۶۱۲ پیش از میلاد ماد و بابل متحد شدند و هووخشتره به نینوا مرکز آشور حمله کرد و پادشاهی آشور را برانداخت.[۳]
- در سال ۵۳۹ پیش از میلاد بابل ثروتمندترین شهر غرب آسیا توسط کوروش فتح می‌گردد. سقوطی که با مقاومت کم سپاه بابل در کرانه ساحلی رود دجله به وقوع پیوست.[۳]
- در سال ۴۸۴ پیش از میلاد خشایارشا ضمن سرکوب شورش بابل، استحکامات دفاعی آنجا را نابود کرده و مجسمه خدای مردوخ را تخریب کرد.[۳]